# Tärnssjön
Tärnssjön är en sjö i Karlsborgs kommun i Västergötland och ingår i Motala ströms huvudavrinningsområde. Sjön har en area på 0,126 kvadratkilometer och ligger 100 m ö.h.

## Delavrinningsområde
Tärnssjön ingår i det delavrinningsområde (648813-141720) som SMHI kallar för Utloppet av Kyrksjön. Medelhöjden är 112 m ö.h. och ytan är 9,31 kvadratkilometer. Det finns inga delavrinningsområden uppströms utan avrinningsområdet är högsta punkten. Vattendraget som avvattnar avrinningsområdet har biflödesordning 3, vilket innebär att vattnet flödar genom totalt 3 vattendrag innan det når havet efter 151 kilometer. Delavrinningsområdet består mestadels av skog (58 %). Avrinningsområdet har 2,67 kvadratkilometer vattenytor vilket ger avrinningsområdet en sjöprocent på 28,6 %. Bebyggelsen i området täcker en yta av 0,41 kvadratkilometer eller 4 % av avrinningsområdet.